# STS-400
STS-400 to oficjalne oznaczenie misji ratunkowej planowanej na wypadek, gdyby wahadłowiec Atlantis uczestniczący w misji STS-125 nie mógł wrócić z orbity. Uczestniczyć w niej miała czteroosobowa załoga na pokładzie promu Endeavour.
Ponieważ misja STS-125 odbyła się bez znaczących komplikacji, misja STS-400 nie doszła do skutku.

## Załoga
- Dominic Gorie (5) - dowódca
- Gregory H. Johnson (2) - pilot
- Michael Foreman (2) - specjalista misji
- Richard M. Linnehan (5) - specjalista misji